# Later... with Jools Holland
Later... with Jools Holland è un programma televisivo britannico di genere talk show, condotto da Jools Holland e in onda su BBC Two dall'8 ottobre 1992.
Molto spesso durante le trasmissioni vengono ospitati artisti musicali, le cui esibizioni live vengono spesso raccolte in album.

## Discografia

Zucchero Fornaciari ospite del programma

### Raccolte
- 1996 – ...Later Volume One: Brit Beat
- 1996 – ...Later with Jools Holland Volume Two: Slow Beats
- 2008 – Later... with Jools Holland The First 15 Years
- 2008 – Later... with Jools Holland Live
- 2009 – Later... with Jools Holland Live 2

### DVD
- 2003 – Later... with Jools Holland Hottenanny
- 2003 – Later... with Jools Holland Giants
- 2003 – Later... with Jools Holland Louder
- 2005 – Later... with Jools Holland Even Louder
- 2006 – Later... with Jools Holland Mellow
- 2006 – Best of Later... with Jools Holland
- 2008 – Later... with Jools Holland The First 15 Years